# الیسا وینارسدوتیر
الیسا وینارسدوتیر (انگلیسی: Elísa Viðarsdóttir؛ زادهٔ ۲۶ مهٔ ۱۹۹۱) بازیکن فوتبال اهل ایسلند است.
از باشگاه‌هایی که در آن بازی کرده‌است می‌توان به باشگاه ورزشی وستمانایا اشاره کرد.
وی همچنین در تیم‌های ملی فوتبال زنان ایسلند، Iceland women's national under-23 football team، و زنان ایسلند بازی کرده‌است.